# Credință religioasă
Credința reprezintă convingerea existenței unuia sau a mai multor zei, în funcție de religia la care se referă.  Utilizarea informală a credinței este destul de răspândită, incluzând încrederea sau credința fără dovezi. Anumiți critici au argumentat că aceasta se opune rațiunii.
Credința poate fi o atitudine dinamică, conceptuală, religioasă sau afectivă, în raport cu un ansamblu de obiecte, situații sau persoane, trecute, prezente, sau viitoare. În sens rațional 'a crede' înseamnă a face o estimare de probabilitate sau plauzibilitate a realizării sau nerealizării unui eveniment determinat. 
Credința conceptuală sau intelectivă, definește relația individului cu un obiect, o proprietate, un fenomen natural sau social care posedă o anume însemnătate pentru cel care crede sau nu în posibilitatea apariției lui și îl angajează în argumentarea, realizarea sau împiedecarea apariției și desfășurării evenimentului. În sens afectiv a crede înseamnă a dori cu intensitate, a dori și spera implicat emotiv, ca ceva să se întâmple sau să nu se întâmple. Credința afectivă determină o intensă legătură sufletească și declanșarea de acțiuni orientate spre declanșarea sau evitarea desfășurării situației dorite sau respinse.
Credința ca atitudine religioasă este mai complicat de surprins conceptual. 
Credința religioasă vizează convingerea în existența unei supra persoane sau puteri conștiente capabilă să facă atât universul cât și omul cu toate calitățile și limitele primite.
Uneori credința religioasă poate fi caracterizată ca un subtil amestec de încredere și așteptare rațională și afectivă, legată de o persoană cu calități deosebite, un obiect cu caracter sacru sau un eveniment sacru.
Partea rațională a credinței religioase exprima convingerea credinciosului în posibilitatea existenței sau apariției unui obiect, acțiune, individ sau însușire umană, depășind posibilitățile omului mediu, dar explicabile cu ajutorul cunoașterii științifice.
Partea am spune mistică a credinței declară ca posibile sau petrecute, acțiuni sau calități naturale ori umane considerate stranii, care nu se pot explica prin legile naturale cunoscute.
O asemenea credință într-o putere supra umană afirmă capacitatea unor oameni de a vindeca suferințe sau boli cu un singur cuvânt, sau o stare sufletească generoasă, încărcată de profundă compasiune sau milă.
Credința religioasă a fost și este un factor social și etic extrem de important, ea a avut și încă are un rol major în formarea morală a personalității, în îndemnarea individului și colectivității să adere la un ansamblu de acțiuni și valori și acțiuni care să ducă la respectarea de către fiecare a celorlalți în aceeași măsură în care se respectă pe sine.

## Credința în religiile importante

### Bahá'í
În religia Bahá'í credința este acceptarea autorității divine ale Manifestărilor Divine. In viziunea acesteia, credința și rațiunea sunt amândouă necesare pentru creșterea spirituală. Credința nu se bazează doar pe obediență ci și pe întelegerea învățăturilor divine.

### Budism
În timp ce credința in Budism nu implică "credință oarbă", Budismul cere totuși un grad de credință, in principal in ceea ce priveste elevarea spirituala a lui Gautama Buddha. Credința in Budism se bazează pe înțelegerea că Buddah era o ființă Trează, pe rolul lui de învățător, pe adevărul învătăturilor lui spirituale (Dharma) și pe comunitatea celor care îl urmează (Sangha). Credința în Budism poate fi rezumată la credința în Cele Trei Pietre Prețioase: Buddha, Dharma și Sangha. Scopul acesteia este iluminarea spirituală și intrarea in Nirvana.
Învățăturile lui Buddah includ si Kalama Sutra, ce cere discipolilor să investigheze ce au invățat și să trăiască după ce au învățat și nu să creada în ceva doar pentru că acest lucru a fost predat.

### Creștinism

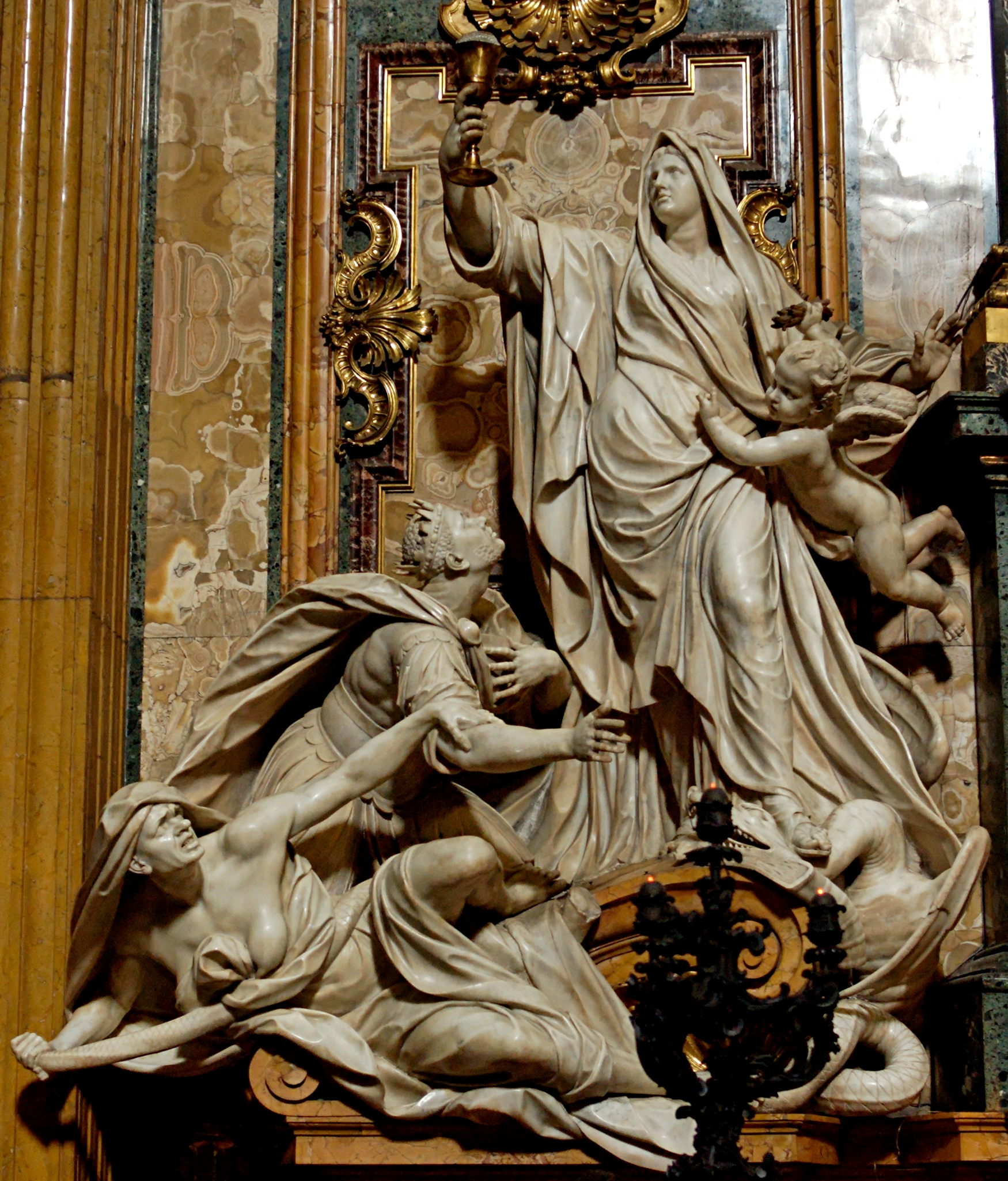
Triumph of Faith over Idolatry by Jean-Baptiste Théodon (1646–1713)

Esența credinței creștine  se bazează pe invataturile si faptele Domnului Iisus Hristos ca fiind Fiul lui Dumnezeu (Dumnezeu Fiul din Sfanta Treime) si in Maica Domnului - mama dupa trup al Domnului Iisus Hristos, ca fiind fecioara inainte, in timpul si dupa nasterea Lui.
Conceptul primar al crestinismului este exprimat in Crezul elaborat de-a lungul celor sapte Concilii Generale ale intregii Biserici Crestine care sunt cunoscute sub numele de Concilii Ecumenice. Ele acopera perioada dintre 325 si 757 d. Hr., iar deciziile lor reprezinta temelia invataturii crestine acceptate de ramurile rasariteana si apuseana a Bisericii Crestine. Deciziile acestor Concilii Ecumenice au fost luate sub calauzirea Duhului Sfant, asa cum le-a promis Iisus Hristos apostolilor Lui.
Creștinismul se identifică prin credință și prin obiectul acestei credințe. Credința creștinilor nu este una pasivă, ci se manifestă printr-o viață activă dusă după exemplul dat de Iisus, și pe creștin, aceasta îl transformă, ajutându-l să învețe mai multe despre Dumnezeu.

### Islam

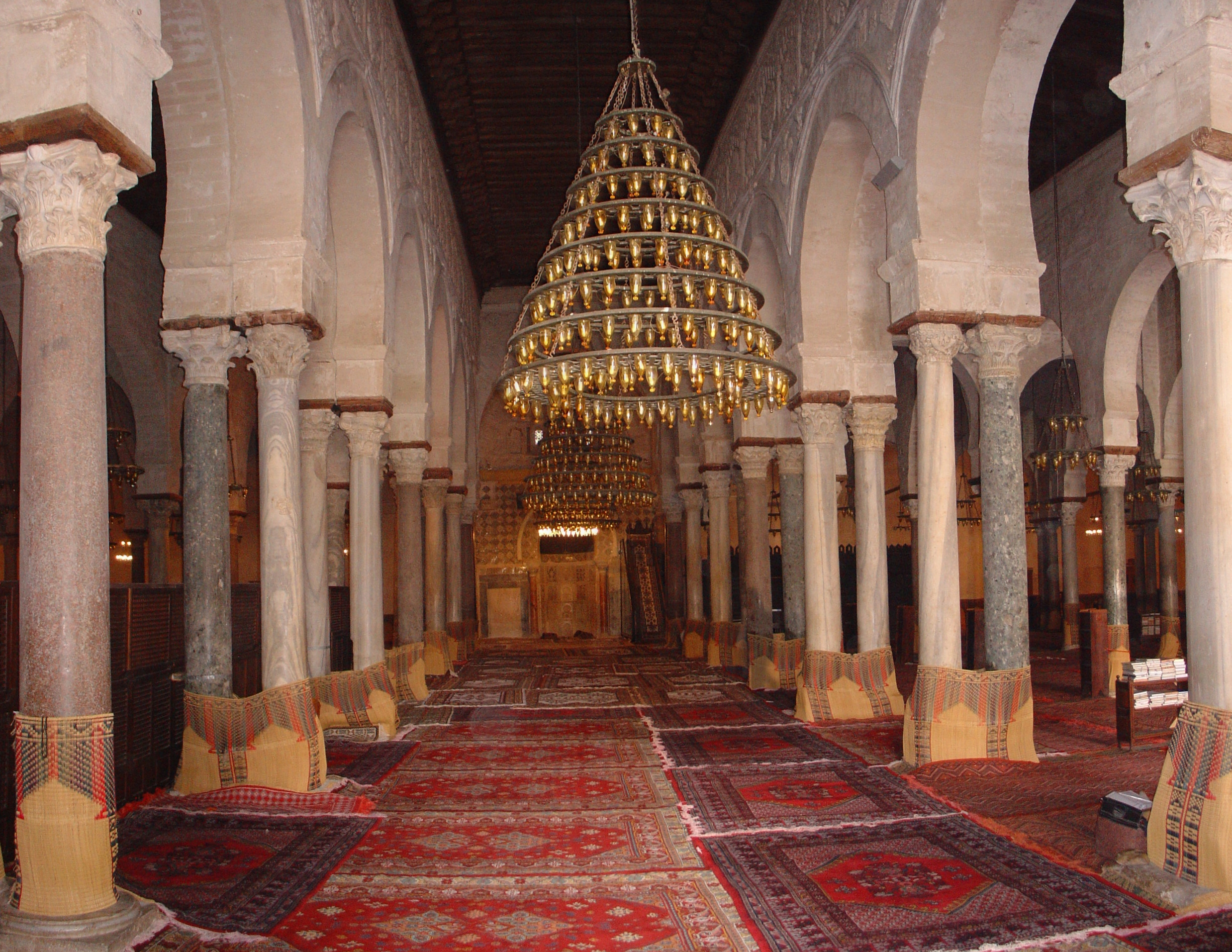
View of the prayer hall of the Great Mosque of Kairouan (also called the Mosque of Uqba) considered as the oldest place of worship in the Western Islamic World, it is located in the city of Kairouan in Tunisia. Prayer is one of the five pillars of the Islamic faith.

În Islam, credința (iman) reprezintă supunerea totală în fața voinței lui Allah.
Imanul are două aspecte principale:
- Recunoașterea exisnteței unui singur Creator căruia i se datorează supunerea. Potrivit dogmei islamice, acesta este un instinct al sufletului uman. Acest instinct este predat de către părinți sau tutori.

- Acceptarea existenței dinvinității și a poruncilor acesteia pentru modul în care trebuie să-și trăiască viața. Coranul este perceput ca transcrierea poruncilor divine ale lui Allah de către profetul Muhammad. Se consideră că acestea sunt completările revelațiilor trecute pe care Allah le-a trimis prin alți profeți.

### Iudaism
În Iudaism se pune accentul mai mult pe practicarea ritualurilor religioase decăt pe conceptul de credință.